# Kara (città)
Kara è una città del Togo, capoluogo della regione omonima. Originalmente la città si chiamava Lama-Kara. 
L'ex-presidente togolese Etienne Eyadéma nacque vicino alla città e durante la sua presidenza la trasformò da un semplice villaggio ad una città industriale e commerciale di rilevante importanza.